# Bommakkanahalli, Jagalur
Bommakkanahalli là một làng thuộc tehsil Jagalur, huyện Davanagere, bang Karnataka, Ấn Độ.